# Cryptochrysa
Cryptochrysa là một chi bướm đêm thuộc họ Erebidae.